# Eddie Clamp
Harold Edwin „Eddie” Clamp (Coalville, 1934. szeptember 14. – Wolverhampton, 1995. december 14.) angol labdarúgó-középpályás.
Az angol válogatott tagjaként részt vett az 1958-as labdarúgó-világbajnokságon.